# Llac Taimir
El llac Taimir (rus: Таймыр) és un llac de les regions centrals de la península de Taimir, al krai de Krasnoiarsk, a la Federació russa. Es troba al sud de les muntanyes Birranga. Amb una superfície de 4.560 km² és el 45è. més gran del món i 5è. de Rússia, el segon de la zona asiàtica rere el llac Baikal. Té una llargada màxima de 165 km i una forma irregular, amb nombrosos braços que es projecten en diferents direccions. La seva màxima amplada se situa en uns 23 km, cap a l'extrem oriental del llac.
El llac Taimir està cobert de gel des de finals de setembre fins a primers de juny. El principal riu que hi aporta les seves aigües és el Taimir superior, que desemboca al llac des de l'oest. El Taimir inferior surt del llac i va en direcció nord creuant les muntanyes Birranga.
La vegetació que predomina pels voltants del Taimir és la pròpia de la tundra.

## Enllaços externs

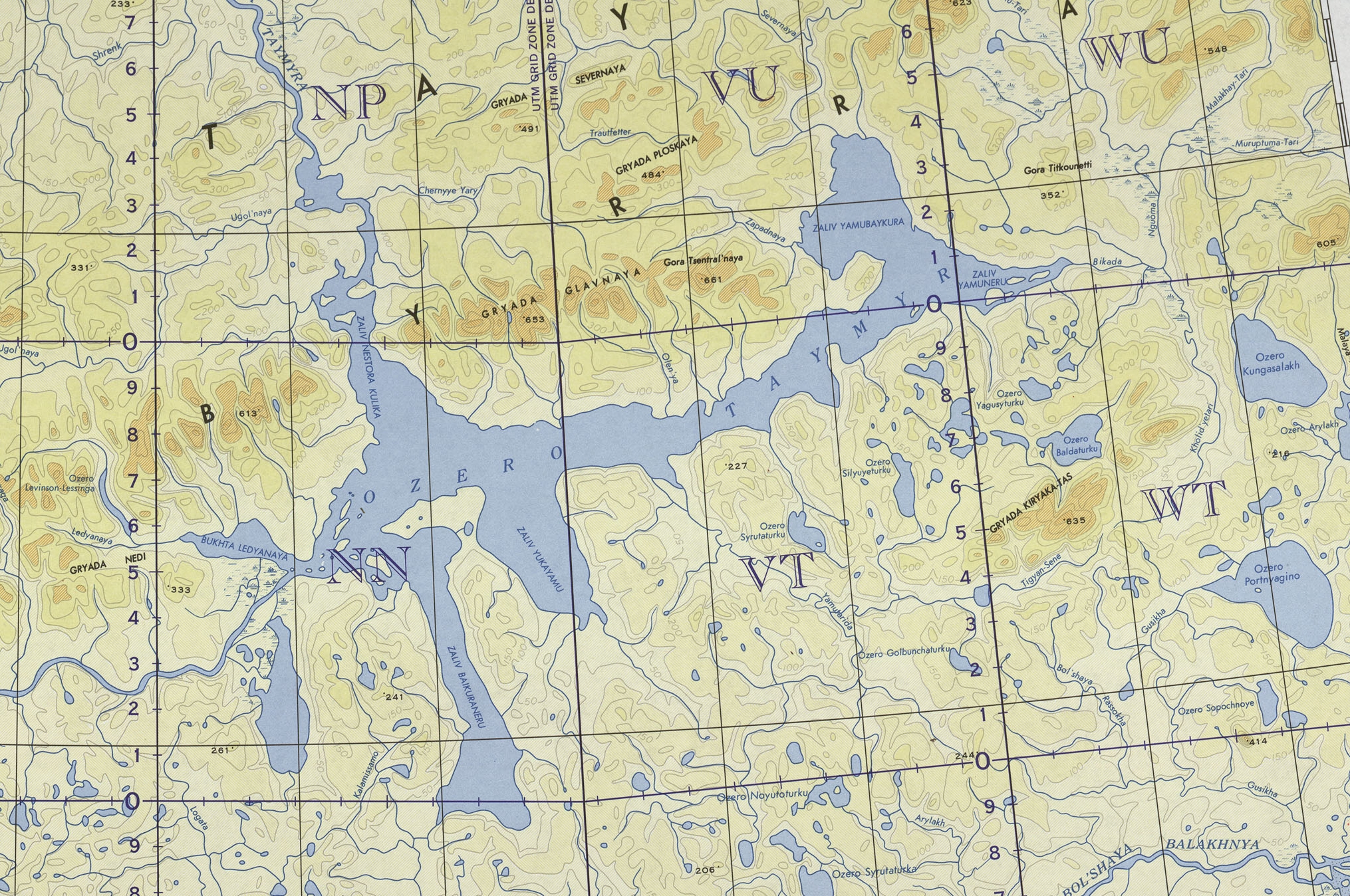
Mapa del llac Taimir